# مارتون ماتئوسیان
مارتون سارگسی ماتئوسیان (ارمنی: Մարտուն Սարգսի Մաթեւոսյան؛ زادهٔ ۱۸ مارس ۱۹۵۵) یک شیمی‌دان و سیاستمدار اهل ارمنستان است که از تاریخ ۱۹۹۹ تا تاریخ ۲۰۰۳ سمت نمایندگی دوره دوم مجلس ملی جمهوری ارمنستان را برعهده داشت.

## زندگی‌نامه
در ۱۸ مارس ۱۹۵۵ در وانادزور به دنیا آمد و از دانشگاه دولتی ایروان فارغ‌التحصیل شد. 